# Смардзув (Вроцлавський повіт)
Смардзув (пол. Smardzów) — село в Польщі, у гміні Сехниці Вроцлавського повіту Нижньосілезького воєводства.
Населення — 227 осіб (2011).
У 1975-1998 роках село належало до Вроцлавського воєводства.

## Демографія
Демографічна структура станом на 31 березня 2011 року:
|          | Загалом | Допрацездатний вік | Працездатний вік | Постпрацездатний вік |
| -------- | ------- | ------------------ | ---------------- | -------------------- |
| Чоловіки | 100     | 26                 | 68               | 6                    |
| Жінки    | 127     | 31                 | 75               | 21                   |
| Разом    | 227     | 57                 | 143              | 27                   |